# Baldovinești
Baldovinești è un comune della Romania di 902 abitanti, ubicato nel distretto di Olt, nella regione storica dell'Oltenia. 
Il comune è formato dall'unione di 4 villaggi: Baldovinești, Băleasa, Gubandru, Petriș.
La sede amministrativa è situata nell'abitato di Băleasa.
Nel corso del 2003 si sono staccati i villaggi di Broșteni, Dâmburile e Găvănești, andati a formare il comune di Găvănești.